# Digital Post
Digital Post er et offentligt informationssystem til sikker digital kommunikation mellem myndigheder, borgere og virksomheder. Både løsningen og beskederne hedder "Digital Post".

## Baggrund
Kimen til Digital Post udspringer af den fællesoffentlige digitaliseringsstrategi 2011-2015. Den daværende regering, kommunerne og regionerne ville sætte punktum for papirblanketter og brevpost. Derfor skulle skriftlig kommunikation med det offentlige som fx ansøgninger, indberetninger og breve til at foregå digitalt for både borgere og virksomheder.
Strategien førte til, at Folketinget vedtog lov om Offentlig Digital Post i juni 2012. Med loven blev det obligatorisk for virksomheder i 2013 og for borgere i 2014 at modtage post fra offentlige myndigheder digitalt. Med loven blev det også muligt for borgere og virksomheder at anmode om fritagelse.
Ifølge lovgivningen skal offentlige it-løsninger løbende i udbud så konkurrencen sikres. Dette er gennem tiden resulteret i, at e-Boks vandt udbuddet af Digital Post i 2009 og 2015. Netcompany vandt det seneste udbud i 2019, der danner grundlaget for Digital Post, lanceret den 21. marts 2022.

## Lovgivning
I Danmark har det været obligatorisk at modtage Digital Post for virksomheder siden 2013 og for borgere siden 2014.
Det følger af lovbekendtgørelse nr. 686 af 15. april 2021 om Digital Post fra offentlige afsendere, at offentlige myndigheder har ret til at sende meddelelser og dokumenter digitalt til borgere og virksomheder, der er tilsluttet Digital Post-løsningen.
Som udgangspunkt er alle borgere over 15 år, som har bopæl eller fast ophold i Danmark, forpligtede til at modtage Digital Post. Virksomheder med et CVR-nummer er ligeledes forpligtede til at blive tilsluttet. Dog kan en borger (eller virksomhed) blive fritaget fra Digital Post og i stedet modtage post fra offentlige myndigheder og institutioner som almindelig papirpost. Som borger anmoder man om fritagelse ved personligt fremmøde i borgerservice.
Meddelelser, der er sendt digitalt har samme retsvirkning, som post der er sendes fysisk og gælder fra det øjeblik, hvor meddelelsen er tilgængelig for borgeren i en platform til Digital Post, fx borger.dk, Virk, Digital Post-appen, e-Boks og mit.dk.

## Platforme til Digital Post
Når myndigheder, borgere og virksomheder kommunikerer med hinanden via Digital Post sendes posten sikkert gennem ét system. Posten kan derefter tilgås gennem flere platforme - det sker, fordi platformene trækker på den samme data i det bagvedliggende system.

### For borgere og virksomheder
Borgere og virksomheder kan læse, besvare, slette og reagere på deres Digital Post via flere platforme:
- borger.dk er borgernes samlede digitale indgang til den offentlige sektor. Den drives i et samarbejde mellem staten, kommunerne og regionerne. Borgere kan logge ind i Digital Post via borger.dk og tilgå deres post fra det offentlige.
- Virk er virksomhedernes digitale indgang til det offentlige og giver adgang til selvbetjening på tværs af det offentlige. Portalen drives af Erhvervsstyrelsen. Virksomheder kan logge ind i Digital Post via Virk og tilgå deres post fra myndighederne.
- Digital Post-appen er udviklet af Digitaliseringsstyrelsen og kan bruges af borgere til at tilgå deres post fra det offentlige på mobil og tablet. Borgere der bruger deres eget MitID i erhvervssammenhænge kan også logge ind og se posten til deres virksomhed eller den forening de er tilknyttet.

Udover de offentligt ejede platforme er følgende privatejede platforme godkendt af Digitaliseringsstyrelsen til at vise Digital Post fra offentlige myndigheder:
- e-Boks, der driftes og ejes af selskabet e-Boks A/S.
- Mit.dk, der driftes og ejes af selskabet Netcompany.

Foruden Digital Post tilbyder disse platforme også deres brugere at modtage post fra virksomheder, eksempelvis fra en bank eller et forsikringsselskab. Det er ikke obligatorisk at modtage post digitalt fra virksomheder. Men som bruger kan man vælge at give samtykke til det, enten direkte eller indirekte, fx gennem en kundeaftale med banken eller en ansættelsesaftale med ens arbejdsgiver.

### For myndigheder
Myndigheder henter typisk posten ned i et eller flere modtagersystemer, der herefter tilgås gennem modtagersystemerne eller andre tilkoblede fagsystemer.

## Anvendelse
Den kvartalsvise opgørelse over forsendelser i Digital Post viser, at der i alt blev sendt 251.532.193 Digital Post-beskeder i 2024.
Opgørelsen pr. fjerde kvartal af 2024 viser, at 4.785.673 (94,6 %) borgere med bopæl i Danmark er tilmeldt Digital Post og 271.397 (5,4 %) borgere er fritaget fra Digital Post.